# Međaši
Međaši är en ort i Bosnien och Hercegovina.   Den ligger i entiteten Republika Srpska, i den nordöstra delen av landet, 130 km nordost om huvudstaden Sarajevo. Međaši ligger 86 meter över havet och antalet invånare är 917.
Terrängen runt Međaši är mycket platt. Närmaste större samhälle är Bijeljina, 10,4 km sydväst om Međaši. 
Trakten runt Međaši består till största delen av jordbruksmark. Runt Međaši är det ganska tätbefolkat, med 104 invånare per kvadratkilometer.